# Trias picta
Trias picta är en orkidéart som först beskrevs av C.S.P.Parish och Heinrich Gustav Reichenbach, och fick sitt nu gällande namn av Charles Samuel Pollock Parish och William Botting Hemsley. Trias picta ingår i släktet Trias och familjen orkidéer. Inga underarter finns listade i Catalogue of Life.

## Bildgalleri

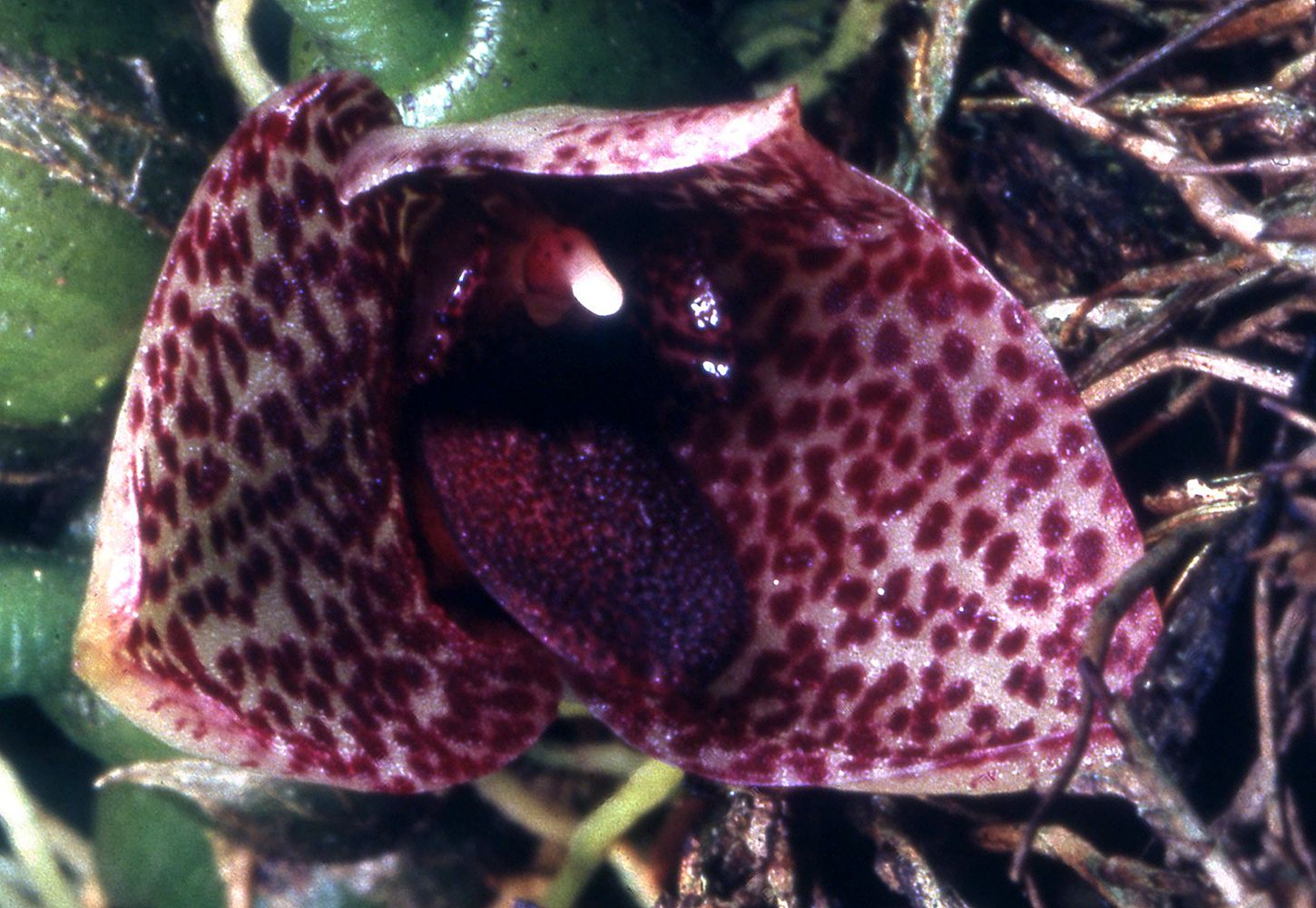